# 2.ª Divisão SS Das Reich

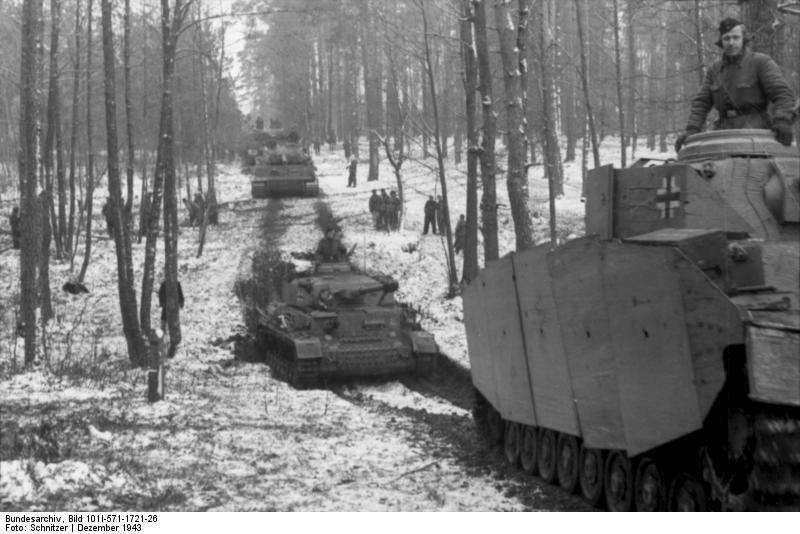
Blindados Panzer IV e Tiger I alemães da 2.ª Divisão SS Das Reich, avançando pela Rússia em 1943

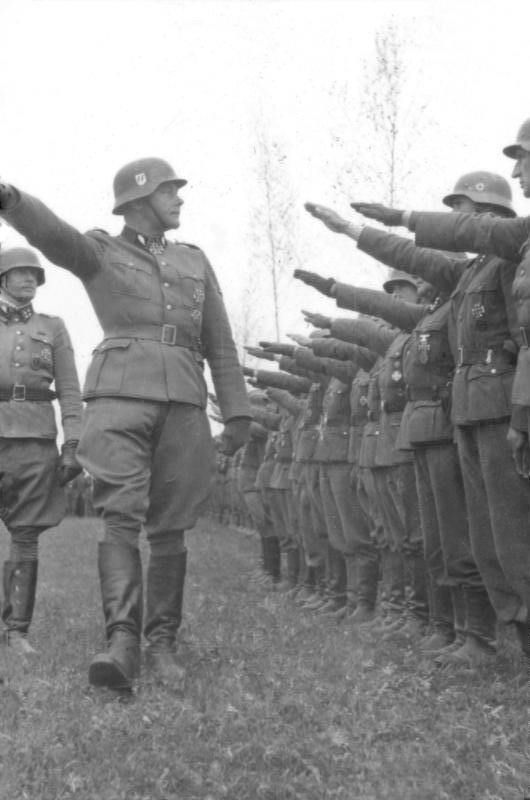
Soldados da divisão "Das Reich" na Rússia, em 1942

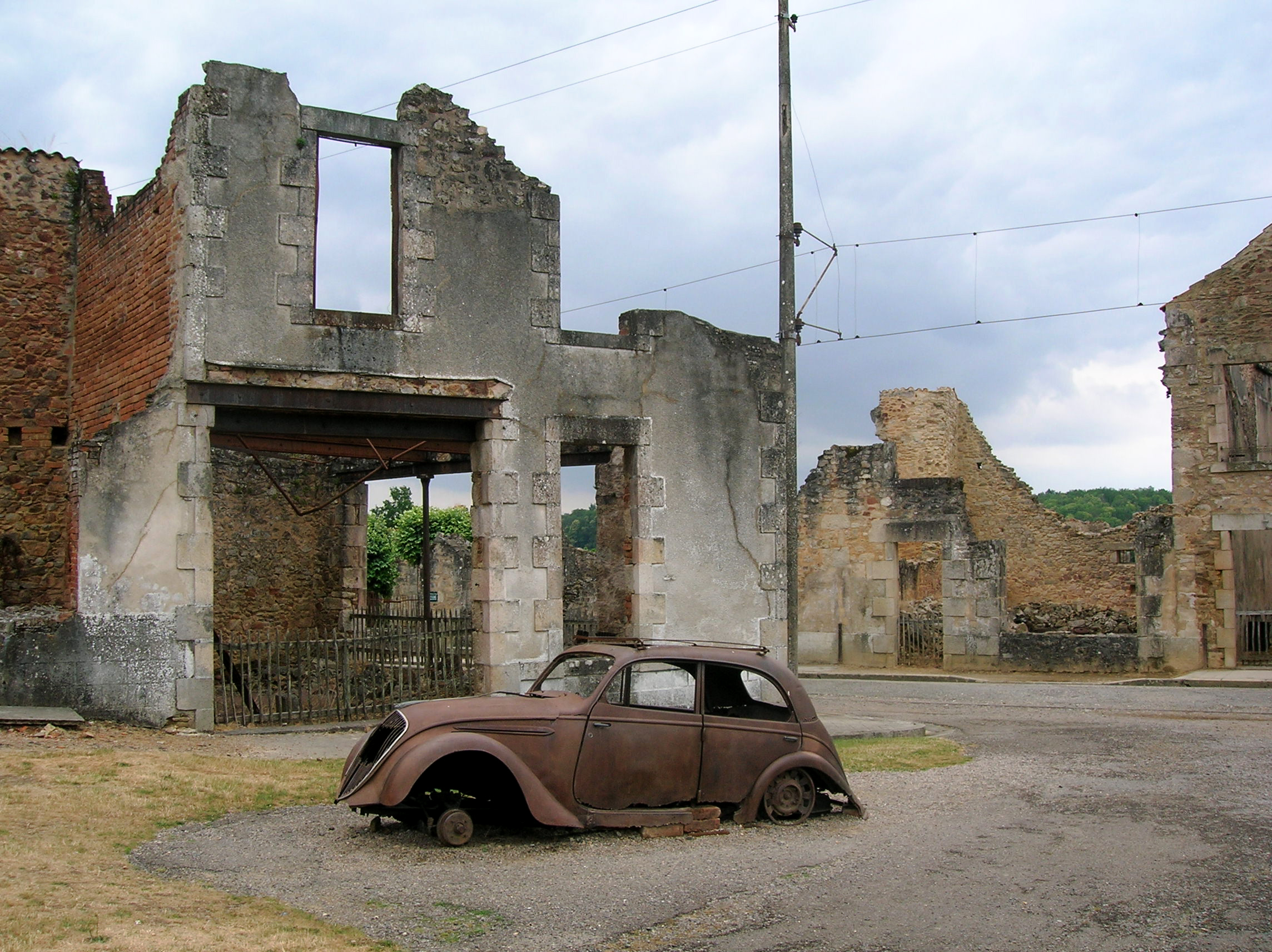
Ruínas de Oradour-sur-Glane, conservadas em memória do massacre.

A 2.ª Divisão SS Das Reich foi uma das trinta e oito divisões da SS durante a Segunda Guerra Mundial.
Para a invasão da Polônia, três regimentos da SS ("Deutschland", "Der Führer", and "Germania") foram agrupados em uma divisão, a SS-Verfügungstruppe ("Tropas para propósito especial").
Depois da Polônia, um regimento ("Germania") foi mandado para formar outra divisão (SS-Division Wiking), e um terceiro regimento foi criado (SS Regiment 11), se tornando posteriormente a segunda divisão da SS Reich.
Em Novembro de 1942, a divisão se tornou uma divisão Panzergrenadier, tendo seu nome alterado para 2.SS-Panzergrenadier-Division Das Reich. Em 1943, a divisão foi reorganizada como uma divisão Panzer adicionando o 2.SS Panzer Regiment, formando, então, o 2.SS-Panzer-Division "Das Reich".
Cometeram vários crimes de guerra, como os massacres de Oradour-sur-Glane e de Tulle.
Os remanescentes da divisão se renderam aos aliados em Maio de 1945.